# ويليام ر. غروبر
ويليام ر. غروبر (بالإنجليزية: William R. Gruber)‏ هو عسكري أمريكي، ولد في 17 ديسمبر 1890، وتوفي في 27 يناير 1979.